# Camargo (gemeente in Bolivia)
Camargo is een gemeente (municipio) in de Boliviaanse provincie Nor Cinti in het departement Chuquisaca. De gemeente telt naar schatting 17.234 inwoners (2018). De hoofdplaats is Camargo.

## Indeling
- Cantón Camargo - 25 Vicecantones 9.270 inwoners (2001)
- Cantón Lintaca - 4 Vicecantones 378 inw.
- Cantón Tacaquira - 24 Vicecantones 4.361 inw.